# Anamesacris saharae
Anamesacris saharae är en insektsart som beskrevs av Boris Petrovich Uvarov 1934. Anamesacris saharae ingår i släktet Anamesacris och familjen Dericorythidae. Inga underarter finns listade i Catalogue of Life.